# Hygraula
Hygraula là một chi bướm đêm thuộc họ Crambidae.

## Các loài
- Hygraula nitens (Butler, 1880)
- Hygraula pelochyta (Turner, 1937)